# Caradrina oberthuri
Caradrina oberthuri là một loài bướm đêm trong họ Noctuidae.